# Trzebiesława
Trzebiesława, Trzebosława – staropolskie imię żeńskie, złożone z członów Trzebie- ("czyszczenie, trzebienie", "ofiara") i -sława ("sława"). Mogło oznaczać "tę, która niszczy sławę (wrogów)" lub może "tę, która sławi ofiarę". Męskie odpowiedniki: Trzebiesław, Trzebisław.
Trzebiesława imieniny obchodzi 12 lutego.